# Бирич, Татьяна Васильевна
Татья́на Васи́льевна Бирич (бел. Таццяна Васільеўна Бірыч; 28 декабря 1904  [10 января 1905], Лошница, Минская губерния — 26 февраля 1993, Минск) — белорусский советский офтальмолог, заведующая кафедрой глазных болезней Минского медицинского института, член-корреспондент Академии наук Белорусской ССР (1972), доктор медицинских наук, профессор (1948). Герой Социалистического Труда (1974). Заслуженный деятель науки БССР (1944), заслуженный врач БССР (1948).

## Биография

Могила Бирич на Восточном кладбище Минска

Родилась 10 января 1905 года в Лошнице (ныне — агрогородок в Борисовском районе Минской области Белоруссии).
Окончила медицинский факультет БГУ в 1928 году. C 1930 года Член ВКП(б)/КПСС.
В 1931—1932 годах проходила стажировку в 1-го Московского медицинского института на кафедре глазных болезней. Во время стажировки где под руководством В. П. Одинцова подготовила диссертацию на соискание учёной степени кандидата медицинских наук на тему «Экспериментальные, гистологические и клинические наблюдения над образованием каверн зрительного нерва» 1937 год. С 1939 года доцент кафедры болезней глаз Минского медицинского института, с 1941 года — доцент медицинского института в Саратове, консультант, начальник отделения болезней глаз эвакогоспиталя. С 1945 года заведующий кафедрой болезней глаз Минского медицинского института. Главный офтальмолог республики, председатель Научного общества офтальмологов БССР. Депутат Верховного Совета БССР, заместитель председателя Верховного Совета БССР в 1963-67. В 1972 году она была избрана членом-корреспондентом Академии наук Белорусской ССР (ныне — Национальная академия наук Беларуси).
Указом Президиума Верховного Совета СССР от 27 декабря 1974 года была удостоена звания Героя Социалистического Труда с вручением ордена Ленина и золотой медали «Серп и Молот».

## Научная деятельность
Научные работы в области оксигенотерапии болезней глаз, лечения туберкулёза и ожогов глаз, удаления катаракты с помощью низких температур, изучения кровоизлияния в сетчатку у новорождённых при нормальных и патологических родах. В 1948 году Татьяна Васильевна применяла субконъюнктивальные инъекции женского молока при гнойных язвах роговицы, так же в 1953 году она предложила схему лечения стрептомицином при туберкулёзных заболеваниях глаз, использовала тканевую терапию при лечении заболеваний наружной оболочки глазного яблока, усовершенствовала операцию против трахоматозного заворота век и трихиаза. Овладела и использовала в Белоруссии методы трансплантации тканей в офтальмологии — пластику век филатовским кожным стеблем, перфорированными лоскутами кожи и лоскутом слизистой оболочки губы; работала над проблемами кератопластики.
Впервые в Советском Союзе (1961) применила метод криохирургии при заболеваниях глаз.
Исследовала влияние повышенного внутриглазного давления, механических и токсических факторов на образование каверн в зрительном нерве.
На основе экспериментальных, биохимических и клинических данных (приблизительно 15 тысяч наблюдений) она обосновала терапевтическое действие кислорода при патологических процессах в глазу в 1972 году.
Предложила комплексное лечение травм и осложнений травм глаз у детей. Изучала патогенез, клинику, лечение ожогов глаз, предложила их классификацию. Под руководством Татьяны Васильевны выполнено 3 докторских и 32 кандидатских диссертаций. Участвовала в подготовке и проведении 7 республиканских научных съездов и конференций. Участвовала в работе международных съездов и конференций.

### Научные работы
Автор более 230 научных работ, в том числе 4 монографий:
- Травматизм органов зрения у детей- 1957 год.
- Оксигенотерапия в офтальмологии. — Минск, Белоруссия, 1972.
- Изменение глазного дна у новорождённых при нормальных и патологических родах. — Минск, Белоруссия, 1975 (совм. с В. Н. Перетицкой).
- Ожоги глаз. — Минск, Белоруссия, 1979.
- Применение низких температур в офтальмологии. — Минск, Белоруссия, 1984.

## Награды
Награждена орденами Ленина (1974), Трудового Красного Знамени (1949, 1960), медалями. Почётный гражданин Минска (1987) .